# Курганский автовокзал
Курга́нский автовокза́л — автобусный вокзал в городе Кургане, расположен по адресу площадь Валерия Собанина, дом 1.
Автовокзал обслуживает межобластные, междугородние и пригородные автобусные маршруты, соединяющие Курган и населённые пункты Курганской области и ряда соседних областей (Челябинск, Екатеринбург, Тюмень, Магнитогорск, Костанай, Кокшетау, Петропавловск, Уфа и др.).

## История
Курганский автобусный вокзал был открыт 10 января 1969 года.
В 1992 году акционировано.
В 2011 году автовокзал вошёл в зону беспроводного Интернета и начал предоставлять пассажирам бесплатный доступ в сеть по технологии Wi-Fi со скоростью не менее 256 кб/с.
В 2014 году была реконструкция здания. По плану стоимость реконструкции составляла примерно 11 миллионов рублей.
На первом этаже расположены билетные кассы и справочная служба автовокзала. Касса также есть в конце посадочной платформы. На втором этаже расположен зал ожидания с электронным табло. Перед зданием автовокзала находятся 2 круглосуточные платные парковки (рассчитана на 50 и на 15 автомобилей) и пост полиции.

## Автобусные маршруты
Автобусные маршруты от курганского автовокзала (по состоянию на март 2012 г.)

### Межобластные
| Номер маршрута | Маршрут                          | Расстояние (км) |
| -------------- | -------------------------------- | --------------- |
| 500            | Курган — Челябинск               | 273             |
| 501            | Курган — Тюмень                  | 205             |
| 524            | Курган — Заводоуковск            | 241             |
| 554            | Курган — Екатеринбург            | 381             |
| 581            | Курган — Тобольск                | 457             |
| 583            | Курган — Сургут                  | 1065            |
| 584            | Курган — Приобье                 | 1276            |
| 586            | Курган — Ханты-Мансийск          | 903             |
| 587            | Курган — Нижневартовск           | 1309            |
| 605            | Курган — Ишим                    | 337             |
| 720            | Курган — Костанай — Рудный       | 365             |
| 724            | Екатеринбург — Курган — Павлодар | 1257            |
| 803            | Сургут — Курган — Сибай          | 720             |
| 899            | Курган — Нижний Тагил            | 526             |
| 982            | Курган — Пермь                   | 872             |

### Междугородние
| Номер маршрута | Маршрут                      | Расстояние (км) |
| -------------- | ---------------------------- | --------------- |
| 502            | Курган — Шадринск            | 155             |
| 503            | Курган — Куртамыш            | 87              |
| 504            | Курган — Целинное            | 168             |
| 505            | Курган — Глядянское          | 66              |
| 506            | Курган — Звериноголовское    | 120             |
| 510            | Курган — Половинное          | 88              |
| 522            | Курган — Мишкино             | 107             |
| 530            | Курган – Долговка            | Н.д.            |
| 532            | Курган — Далматово           | 202             |
| 545            | Курган — Катайск             | 230             |
| 546            | Курган — Романово            | н. д.           |
| 547            | Курган — Воскресенское       | н. д.           |
| 561            | Курган — Каргаполье          | 87              |
| 576            | Курган — Петухово            | 187             |
| 577            | Курган — Макушино            | 143             |
| 579            | Курган — Частоозерье         | 202             |
| 597            | Курган – Требушинное         | Н.д.            |
| 600            | Курган — Мокроусово          | 143             |
| 628            | Курган — Шатрово             | 174             |
| 650            | Курган — Щучье               | 178             |
| 651            | Курган — Шумиха — Сафакулево | 207             |
| 717            | Курган — Шумиха              | 145             |

### Пригородные
| Номер маршрута | Маршрут                    | Расстояние (км) |
| -------------- | -------------------------- | --------------- |
| 104            | Курган — Новая Затобольная | 52              |
| 114            | Курган — Марково           | 49              |
| 115            | Курган — Чашинский         | 58              |
| 119            | Курган — Белозерское       | 50              |
| 136            | Курган — Юргамыш           | 66              |
| 139            | Курган — Иковка            | 46              |
| 146            | Курган — Варгаши           | 41              |
| 209            | Курган — Становая          | 34              |
| 209/1          | Курган — Каширино          | 31              |
| 211            | Курган — Ровная            | 53              |
| 215            | Курган — Светлые Поляны    | 35              |
| 252            | Курган — Красный Октябрь   | 60              |
| 257            | Курган — Новая Сидоровка   | 22              |
| 260            | Курган — Галишово          | 42              |
| 260/2          | Курган — Утятское          | 40              |
| 264            | Курган — Пименовка         | 56              |
| 266            | Курган — Грачево           | 33              |
| 267            | Курган — Новое Лушниково   | 43              |

## Руководство
- Курганское открытое акционерное общество по обслуживанию пассажирских автоперевозок «Автовокзалы и Автостанции» зарегистрировано 18 декабря 1992 года. 21 октября 2020 года преобразовано в Акционерное общество по обслуживанию пассажирских автоперевозок (АО «АВ и АС»). ИНН 4501003874
  - генеральный директор (с 9 июня 2012 года) — Калинин Юрий Александрович
- ООО «Авто-Тревел» зарегистрировано 13 ноября 2003 года. ИНН 4501105675
  - директор (до 26 октября 2015 года) — Лопатин Леонид Георгиевич
  - директор (с 26 октября 2015 года по 2 сентября 2019 года) — Кискина Елена Николаевна
  - управляющий (со 2 сентября 2019 года) — индивидуальный предприниматель Рослякова Ирина Анатольевна
- ООО «Курганавтотранс», зарегистрировано 5 сентября 2005 года. ИНН 4501115803
  - директор (до 2 сентября 2019 года) — Калинин Юрий Александрович
  - управляющий (со 2 сентября 2019 года) — индивидуальный предприниматель Кискина Елена Николаевна

## Проезд
Проезд до остановки «Ж/д вокзал» автобусами 6, 12, 19, 22, 30, 31, 32, 42, 50, 72, 85, 88, 139, 205, 232, 239, 243, 254, 301, 304, 306, 308, 311, 318, 319, 329, 339, 341, 353, 359, 363, 365, 378; до 29 апреля 2015 года были и троллейбусы.
- Автобусы 359 и 378 идут до международного аэропорта Курган им. Г.А. Илизарова.